# Ка-56
Ка-56 «Оса» — проект сверхлёгкого одноместного вертолёта. При взлётной массе 220 кг вертолёт должен был поднимать полезную нагрузку более 110 кг при мощности роторно-поршневого двигателя 40 л. с. Вертолёт должен был преодолевать расстояние до 150 км со скоростью 110 км/ч на высотах полёта до 1700 м.

## История создания
В 1971 году решением Советского правительства коллективу ОКБ Камова было выдано задание на разработку сверхлёгкого одноместного вертолёта в интересах Вооружённых Сил СССР. Проектирование вертолёта возглавил заместитель главного конструктора С.Н. Фомин.
В соответствии с Техническим Заданием сверхлёгкий вертолёт должен был в сложенном состоянии умещаться в транспортировочный контейнер цилиндрической формы диаметром не более 530 мм, а из сложенного состояния вертолёт должен был собираться одним человеком в течение 15 минут. Это требование исходило из предполагаемого базирования вертолёта на надводных и подводных судах ВМФ и доставкой к месту использования самоходными средствами через торпедные аппараты подводных лодок и надводных кораблей.
В процессе разработки был построен полномасштабный макет вертолёта соосной схемы. Ка-56 планировалось оснастить роторно-поршневым двигателем воздушного охлаждения. Складывание/раскладывание вертолёта происходило без разъединения силовых элементов и систем управления. Отсоединялись только 4 лопасти несущего винта. После сбора конструкции из походного положения, регулировка вертолёта не требовалась.
Данный разведывательный аппарат не удалось довести до лётных испытаний из-за прекращения финансирования и недоработанности роторно-поршневого двигателя. Тем не менее ОКБ приобрело уникальный опыт по созданию миниатюрных летательных аппаратов.

## Лётно-технические характеристики
Источник данных: Уголок неба

Технические характеристики
- Экипаж: 1 человек
- Длина:
- Высота:
- Масса пустого: 110 кг
- Нормальная взлётная масса: 220 кг
- Силовая установка: 1 × ПРД
- Мощность двигателей: 1 × 40 л. с. (29 кВт)

Лётные характеристики
- Максимальная скорость:  110 км/ч
- Практическая дальность: 150 км
- Практический потолок: 1700 м

## Упоминания в культуре
- Спасательный многоместный вертолёт Ка-56 упоминается в рассказе «Свой-чужой» российского фантаста Василия Головачёва, но с реальным Ка-56 «Оса» он ничего общего не имеет.
- Ка-56УМ упоминается в книге Никоса Зерваса «Дети против волшебников», как складной вертолёт Ка-56«Оса».